# Kongekabale
Kongekabale er en dansk politisk thriller fra 2004. Den er baseret på en roman skrevet af Niels Krause-Kjær og er instrueret af Nikolaj Arcel. Kongekabale vandt otte Robertpriser, bl.a. Årets danske spillefilm. Filmen solgte 558.000 billetter i biograferne og var den mest sete danske film i 2004.
I april 2023 meddelte SF Studios, at en efterfølger er på vej. Mørkeland instrueres af Mikkel Serup og Anders W. Berthelsen spiller igen rollen som Ulrik Torp. Filmen får biografpremiere i 2024.

## Plot
Elleve dage før folketingsvalget er Midterpartiets vigtigste kandidat, der er ved at blive den næste danske statsminister, og hans kone involveret i en bilulykke. Hans situation er kritisk, og ingen ved, om han vil overleve. Selv hans kone, som også er indlagt, er ikke informeret. Den næste dag bliver den unge journalist Ulrik Torp tildelt opgaven at dække valget for Dagbladet. Hurtigt bliver han trukket ind i den interne magtkamp i Midterpartiet, hvor to meget forskellige politikere, Erik Dreier og Lone Kjeldsen, viser interesse i at få magten og potentielt blive den næste statsminister. Torp, søn af en tidligere justitsminister, skriver sin første forsidehistorie efter et tip fra Midterpartiets pressekoordinator Peter Schou. Historien viser sig at være "plantet spin" for at skade Lone Kjeldsen og gavne Dreier, der nyder godt af Kjeldsens tabte troværdighed.
Ulrik er fast besluttet på at komme frem til sandheden bag de løgne, der drev Kjeldsens sårbare mand til selvmord. Han forsøger at konfrontere Dreier med, hvad han ved om partilederen Aksel Bruuns død. Selv Bruuns 22-årige søn bliver bestukket til at bakke Dreiers historie op, men Dreier afviser Torp som en kværulant. Dreier, der er en gammel ven af redaktøren på Dagbladet, får Ulrik fyret. Ved at forene kræfterne med freelancejournalisten Henrik Moll lykkes det endelig Torp at afsløre komplottet og Dreier på landsdækkende tv. 

## Medvirkende
- Anders W. Berthelsen – Ulrik Torp
- Søren Pilmark – Erik Dreier Jensen
- Nastja Arcel – Lone Kjeldsen
- Nicolas Bro – Henrik Moll
- Lars Mikkelsen – Peter Schou
- Ulf Pilgaard – Gunnar Torp
- Charlotte Munck – Mette Torp
- Clara Maria Bahamondes – Julie Torp
- Lars Brygmann – Mads Kjeldsen
- Helle Fagralid – Signe Jonsen
- Jesper Langberg – Aksel Bruun
- Jens Jørn Spottag – Per Vestgaard
- Kurt Ravn – John Erhardsen
- Bjarne Henriksen – Bo Andersen
- Anders Nyborg – Hans Erik Kolt
- Robert Hansen – Simon Bruun
- Laura Christensen – Pernille Riis
- Hans Henrik Voetmann – Ole Finsen
- Søren Poppel – Kasper Hald
- Nicolaj Kopernikus – Søren Agergaard